# Sommer-Universiade 2019/Schießen
Bei der Sommer-Universiade 2019 wurden vom 4. bis 9. Juli 2019 im Mostra d’Oltremare insgesamt 13 Wettbewerbe im Schießen durchgeführt.

## Ergebnisse Männer

### 10 Meter Luftpistole
| Rang | Sportler                     | Nationalität        | Runde 1 | Runde 2 | Runde 3 | Runde 4 | Runde 5 | Runde 6 | Runde 7 | Runde 8 | Gesamtergebnis |
| ---- | ---------------------------- | ------------------- | ------- | ------- | ------- | ------- | ------- | ------- | ------- | ------- | -------------- |
| 1    | Park Daehun                  | Südkorea            | 49,5    | 100,6   | 121,4   | 142,3   | 163,3   | 183,9   | 204,6   | 224,1   | 243,8          |
| 2    | Zhang Bowen                  | Volksrepublik China | 48,6    | 99,0    | 118,8   | 138,6   | 158,2   | 177,9   | 198,0   | 217,5   | 238,5          |
| 3    | Sajad Poorhosseini Lafmejani | Iran                | 48,2    | 96,3    | 117,4   | 138,1   | 157,0   | 177,1   | 196,7   |         | 216,6          |
| 4    | Lim Hojin                    | Südkorea            | 48,1    | 97,3    | 117,0   | 136,8   | 157,8   | 176,5   |         |         | 196,6          |
| 5    | Dario Di Martino             | Italien             | 50,4    | 99,9    | 117,0   | 137,8   | 156,4   |         |         |         | 175,3          |
| 6    | Joze Ceper                   | Slowenien           | 48,9    | 96,7    | 117,2   | 138,1   |         |         |         |         | 156,2          |
| 7    | Kuo Kuan-Ting                | Chinesisch Taipeh   | 49,3    | 97,6    | 115,9   |         |         |         |         |         | 135,0          |
| 8    | Huang Wei-Te                 | Chinesisch Taipeh   | 47,4    | 96,0    |         |         |         |         |         |         | 114,5          |

Finale: 5. Juli – 14:30

### Trap
| Rang | Sportler       | Nationalität      | Runde 1 | Runde 2 | Runde 3 | Runde 4 | Runde 5 | Gesamtergebnis |
| ---- | -------------- | ----------------- | ------- | ------- | ------- | ------- | ------- | -------------- |
| 1    | Yang Kun-Pi    | Chinesisch Taipeh | 22      | 4       | 5       | 4       | 10      | 45             |
| 2    | Filip Marinov  | Slowakei          | 23      | 4       | 4       | 5       | 8       | 44             |
| 3    | Adrian Drobny  | Slowakei          | 21      | 4       | 5       | 5       |         | 35             |
| 4    | Tirado Carmona | Spanien           | 21      | 5       | 4       |         |         | 30             |
| 5    | Viktor Veretin | Russland          | 21      | 4       |         |         |         | 25             |
| 6    | Vili Kopra     | Finnland          | 20      |         |         |         |         | 20             |

Finale: 5. Juli – 17:00

### 10 Meter Luftgewehr
| Rang | Sportler              | Nationalität        | Runde 1 | Runde 2 | Runde 3 | Runde 4 | Runde 5 | Runde 6 | Runde 7 | Runde 8 | Gesamtergebnis |
| ---- | --------------------- | ------------------- | ------- | ------- | ------- | ------- | ------- | ------- | ------- | ------- | -------------- |
| 1    | Patrik Jany           | Slowakei            | 51,8    | 104,8   | 124,7   | 145,3   | 166,0   | 185,9   | 206,9   | 228,4   | 249,2          |
| 2    | Park Hajun            | Südkorea            | 51,7    | 103,2   | 124,1   | 144,8   | 165,3   | 186,4   | 207,5   | 228,7   | 248,3          |
| 3    | Evgenii Panchenko     | Russland            | 51,2    | 103,1   | 124,2   | 145,1   | 165,6   | 185,7   | 207,1   |         | 227,2          |
| 4    | Vladislav Fetisov     | Russland            | 52,1    | 105,1   | 124,8   | 146,1   | 166,4   | 186,1   |         |         | 206,5          |
| 5    | Lorenzo Bacci         | Italien             | 50,3    | 101,1   | 122,4   | 144,0   | 165,1   |         |         |         | 185,5          |
| 6    | Kang Zhengguo         | Volksrepublik China | 50,7    | 102,6   | 123,2   | 142,3   |         |         |         |         | 161,5          |
| 7    | Amirmohammad Nekounam | Iran                | 49,3    | 100,6   | 120,5   |         |         |         |         |         | 141,4          |
| 8    | Jack Rossiter         | Australien          | 49,1    | 99,4    |         |         |         |         |         |         | 119,4          |

Finale: 6. Juli – 13:30

### Skeet
| Rang | Sportler              | Nationalität | Runde 1 | Runde 2 | Runde 3 | Runde 4 | Runde 5 | Gesamtergebnis |
| ---- | --------------------- | ------------ | ------- | ------- | ------- | ------- | ------- | -------------- |
| 1    | Nicolas Vasiliou      | Zypern       | 19      | 10      | 10      | 8       | 9       | 56             |
| 2    | Timi Valloniemi       | Finnland     | 17      | 10      | 10      | 8       | 9       | 54             |
| 3    | Angad Vir Sing Bajawa | Indien       | 19      | 9       | 8       | 8       |         | 44             |
| 4    | Serge Demin           | Russland     | 18      | 8       | 9       |         |         | 35             |
| 5    | Reino Velleste        | Estland      | 15      | 9       |         |         |         | 24             |
| 6    | Samuli Ahokas         | Finnland     | 14      |         |         |         |         | 14             |

Finale: 9. Juli – 16:45

### 10 Meter Luftgewehr Team
| Rang | Sportler                                                     | Nationalität        | Runde 1 | Runde 2 | Runde 3 | Runde 4 | Runde 5 | Runde 6 | Gesamtergebnis |
| ---- | ------------------------------------------------------------ | ------------------- | ------- | ------- | ------- | ------- | ------- | ------- | -------------- |
| 1    | Kang Zhengguo Wang Yuefeng Zhang Chaoxuanzhu                 | Volksrepublik China | 307,1   | 311,2   | 314,5   | 309,3   | 313,2   | 314,1   | 1869,4         |
| 2    | Amirmohammad Nekounam Mahyar Sedaghat Hadi Gharbaghi         | Iran                | 307,7   | 305,7   | 316,2   | 315,1   | 311,0   | 310,1   | 1865,8         |
| 3    | Patrik Jany Stefan Sulek Matej Medved                        | Slowakei            | 310,8   | 311,5   | 306,5   | 312,9   | 308,3   | 313,2   | 1863,2         |
| 4    | Park Hajun Nam Taeyun Shin Hongjun                           | Südkorea            | 309,5   | 310,0   | 311,1   | 309,6   | 310,4   | 311,2   | 1861,8         |
| 5    | Masaya Endoh Akihito Shimizu Atsushi Shimada                 | Japan               | 310,8   | 309,9   | 312,1   | 310,0   | 308,2   | 309,2   | 1860,2         |
| 6    | Lorenzo Bacci Giuseppe Capano Alexandros Chatziplis          | Italien             | 310,6   | 309,2   | 312,6   | 308,2   | 309,8   | 308,4   | 1858,8         |
| 7    | Napis Tortungpanich Pongsaton Panyatong Chisanupong Pureeroj | Thailand            | 309,3   | 305,7   | 310,8   | 310,5   | 309,1   | 312,6   | 1858,0         |
| 8    | David Koenders Lukas Fischer Bernd Fränkle                   | Deutschland         | 307,2   | 308,5   | 309,4   | 312,0   | 309,5   | 308,8   | 1855,4         |

Finale: 6. Juli – 08:30

## Ergebnisse Frauen

### 10 Meter Luftpistole
| Rang | Sportler           | Nationalität        | Runde 1 | Runde 2 | Runde 3 | Runde 4 | Runde 5 | Runde 6 | Runde 7 | Runde 8 | Gesamtergebnis |
| ---- | ------------------ | ------------------- | ------- | ------- | ------- | ------- | ------- | ------- | ------- | ------- | -------------- |
| 1    | Dorsa Arabshahi    | Iran                | 50,9    | 100,3   | 119,6   | 139,5   | 159,3   | 179,5   | 200,4   | 220,7   | 240,1          |
| 2    | Haniyeh Rostamiyan | Iran                | 48,0    | 98,3    | 117,9   | 138,7   | 159,5   | 179,3   | 199,9   | 220,2   | 238,7          |
| 3    | Kim Minjung        | Südkorea            | 49,0    | 98,6    | 118,4   | 138,6   | 158,4   | 177,9   | 198,7   |         | 218,7          |
| 4    | Yashaswini Deswal  | Indien              | 47,7    | 99,4    | 118,8   | 138,6   | 158,9   | 179,1   |         |         | 197,7          |
| 5    | Cao Lijia          | Volksrepublik China | 46,7    | 94,9    | 115,1   | 135,8   | 154,9   |         |         |         | 175,3          |
| 6    | Yu Ai-Wen          | Chinesisch Taipeh   | 48,9    | 96,6    | 116,7   | 134,1   |         |         |         |         | 153,2          |
| 7    | Joanna Tomala      | Polen               | 47,9    | 97,7    | 114,2   |         |         |         |         |         | 133,4          |
| 8    | Helen Oh           | Vereinigte Staaten  | 45,4    | 94,0    |         |         |         |         |         |         | 112,7          |

Finale: 5. Juli – 13:30

### Trap
| Rang | Sportler                | Nationalität      | Runde 1 | Runde 2 | Runde 3 | Runde 4 | Runde 5 | Gesamtergebnis |
| ---- | ----------------------- | ----------------- | ------- | ------- | ------- | ------- | ------- | -------------- |
| 1    | Liu Wan-Yu              | Chinesisch Taipeh | 22      | 2       | 4       | 4       | 7       | 39             |
| 2    | Fiammetta Rossi         | Italien           | 17      | 5       | 3       | 4       | 6       | 35             |
| 3    | Sarsenkul Rysbekova     | Kasachstan        | 14      | 5       | 4       | 3       |         | 26             |
| 4    | Cristina Beltran Pastor | Spanien           | 16      | 2       | 4       |         |         | 22             |
| 5    | Bhavna Chaudhary        | Indien            | 13      | 4       |         |         |         | 17             |

Finale: 5. Juli – 15:00

### 10 Meter Luftgewehr
| Rang | Sportler           | Nationalität      | Runde 1 | Runde 2 | Runde 3 | Runde 4 | Runde 5 | Runde 6 | Runde 7 | Runde 8 | Gesamtergebnis |
| ---- | ------------------ | ----------------- | ------- | ------- | ------- | ------- | ------- | ------- | ------- | ------- | -------------- |
| 1    | Lucie Brazdova     | Tschechien        | 52,2    | 103,7   | 124,8   | 145,7   | 166,6   | 187,6   | 208,5   | 229,7   | 2250,3         |
| 2    | Valarivan Elavenil | Indien            | 50,7    | 103,1   | 124,1   | 144,9   | 166,3   | 186,8   | 207,7   | 228,5   | 249,0          |
| 3    | Lin Ying-Shin      | Chinesisch Taipeh | 51,6    | 104,6   | 125,0   | 144,7   | 165,1   | 185,4   | 206,0   |         | 225,2          |
| 4    | Aneta Stankiewicz  | Polen             | 50,5    | 103,0   | 123,6   | 144,1   | 164,6   | 185,4   |         |         | 205,4          |
| 5    | Kim Jinyoung       | Südkorea          | 50,7    | 103,1   | 121,9   | 142,7   | 163,6   |         |         |         | 184,0          |
| 6    | Yesungen Oyunbat   | Mongolei          | 50,9    | 102,2   | 122,3   | 143,2   |         |         |         |         | 162,2          |
| 7    | Klavdija Jerovsek  | Slowenien         | 48,5    | 100,6   | 121,4   |         |         |         |         |         | 141,7          |
| 8    | Urska Kuharic      | Slowenien         | 47,3    | 97,3    |         |         |         |         |         |         | 118,0          |

Finale: 4. Juli – 14:30

### Skeet
| Rang | Sportler               | Nationalität | Runde 1 | Runde 2 | Runde 3 | Runde 4 | Runde 5 | Gesamtergebnis |
| ---- | ---------------------- | ------------ | ------- | ------- | ------- | ------- | ------- | -------------- |
| 1    | Chiara Di Marziantonio | Italien      | 19      | 8       | 9       | 9       | 10      | 55             |
| 2    | Zoya Kravchenko        | Kasachstan   | 18      | 8       | 9       | 9       | 9       | 53             |
| 3    | Hana Adamkova          | Tschechien   | 13      | 7       | 8       | 9       |         | 37             |
| 4    | Rika Orihara           | Japan        | 15      | 6       | 7       |         |         | 28             |
| 5    | Isarapa Imprasertsuk   | Thailand     | 14      | 5       |         |         |         | 19             |
| 6    | Radka Mancikova        | Tschechien   | 0       |         |         |         |         | 0              |

Finale: 9. Juli – 14:00

### 10 Meter Luftgewehr Team
| Rang | Sportler                                                     | Nationalität        | Runde 1 | Runde 2 | Runde 3 | Runde 4 | Runde 5 | Runde 6 | Gesamtergebnis |
| ---- | ------------------------------------------------------------ | ------------------- | ------- | ------- | ------- | ------- | ------- | ------- | -------------- |
| 1    | Aneta Stankiewicz Katarzyna Komorowska Natalia Kochańska     | Polen               | 311,1   | 312,1   | 311,3   | 313,3   | 308,2   | 314,9   | 1870,9         |
| 2    | Lin Ying-Shin Tsai Yi-Ting Chen Yun-Yun                      | Chinesisch Taipeh   | 310,7   | 312,4   | 312,3   | 311,5   | 311,4   | 310,5   | 1868,8         |
| 3    | Valarivan Elavenil Aayushi Gupta Nina Chandel                | Indien              | 308,4   | 312,2   | 311,4   | 311,2   | 308,4   | 314,6   | 1866,2         |
| 4    | Marlene Pribitzer Marie Auer Nadine Ungerank                 | Österreich          | 310,2   | 311,9   | 310,0   | 311,2   | 310,4   | 310,5   | 1864,2         |
| 5    | Yang Qian Qui Yehan Shi Mengyao                              | Volksrepublik China | 311,7   | 313,8   | 310,5   | 306,7   | 308,5   | 307,4   | 1858,6         |
| 6    | Najmeh Khedmati Fatemeh Karamzadeh Fateme Salehi Kahrizsangi | Iran                | 311,5   | 310,9   | 307,2   | 313,5   | 306,7   | 308,6   | 1858,4         |
| 7    | Lauren McMahan Rosemary Kramer Elizabeth Marsh               | Vereinigte Staaten  | 307,9   | 308,2   | 309,9   | 308,6   | 311,8   | 311,4   | 1857,8         |
| 8    | Shiori Hirata Ai Horinouchi Haruka Nakaguchi                 | Japan               | 309,5   | 308,2   | 309,8   | 310,0   | 308,2   | 310,5   | 1856,2         |
| 9    | Tina Lehrich Jana Erstfeld Hanna Bühlmeyer                   | Deutschland         | 306,8   | 310,8   | 311,0   | 311,9   | 307,7   | 307,8   | 1856,0         |
| 10   | Kim Jinyoung Seo Jiwoo Oh Minjung                            | Südkorea            | 311,1   | 311,1   | 309,2   | 308,5   | 300,5   | 309,4   | 1849,8         |
| 11   | Neo Tessa Lim Yee Quek Siying                                | Singapur            | 306,7   | 304,6   | 308,7   | 304,1   | 307,7   | 308,7   | 1840,5         |
| 12   | Chiara Leone Marina Bosiger Janine Frei                      | Schweiz             | 302,2   | 302,4   | 303,2   | 305,4   | 312,1   | 308,6   | 1833,9         |

Finale: 4. Juli – 09:00

## Mixed-Wettbewerbe

### Trap

#### Begegnung um Bronze
| Rang | Sportler                                     | Nationalität | Gesamtergebnis |
| ---- | -------------------------------------------- | ------------ | -------------- |
| 3    | Cristina Beltran Pastor Aitor Carmona Tirado | Spanien      | 39             |
| 4    | Sarsenkul Rysbekova Mark Pochivalov          | Kasachstan   | 37             |

Finale: 6. Juli – 15:00

#### Begegnung um Gold
| Rang | Sportler                           | Nationalität      | Gesamtergebnis |
| ---- | ---------------------------------- | ----------------- | -------------- |
| 1    | Simone D' Ambrosio Fiammetta Rossi | Italien           | 42             |
| 2    | Liu Wan-Yu Yang Kun-Pi             | Chinesisch Taipeh | 36             |

Finale: 6. Juli – 15:30

### 10 Meter Luftgewehr

#### Begegnung um Bronze
| Rang | Sportler                        | Nationalität        | Gesamtergebnis |
| ---- | ------------------------------- | ------------------- | -------------- |
| 3    | Maria Ivanova Evgenii Panchenko | Russland            | 17             |
| 4    | Shi Mengyao Wang Yuefeng        | Volksrepublik China | 13             |

Finale: 8. Juli – 12:30

#### Begegnung um Gold
| Rang | Sportler                        | Nationalität | Gesamtergebnis |
| ---- | ------------------------------- | ------------ | -------------- |
| 1    | Najmeh Khedmati Mahyar Sedaghat | Iran         | 16             |
| 2    | Seo Jiwoo Nam Taeyun            | Südkorea     | 14             |

Finale: 8. Juli – 12:30

### 10 Meter Luftpistole

#### Begegnung um Bronze
| Rang | Sportler                          | Nationalität | Gesamtergebnis |
| ---- | --------------------------------- | ------------ | -------------- |
| 3    | Maria Varricchio Dario Di Martino | Italien      | 16             |
| 4    | Shri Paramanantham Achal Grewal   | Indien       | 12             |

Finale: 9. Juli – 12:30

#### Begegnung um Gold
| Rang | Sportler                | Nationalität      | Gesamtergebnis |
| ---- | ----------------------- | ----------------- | -------------- |
| 1    | Yu Ai-Wen Kuo Kuan-Ting | Chinesisch Taipeh | 16             |
| 2    | Kim Minjung Park Daehun | Südkorea          | 10             |

Finale: 9. Juli – 12:30